# Edéia
Edéia is een gemeente in de Braziliaanse deelstaat Goiás. De gemeente telt 10.604 inwoners (schatting 2009).